# 메이슨 문 무어하우스
메이슨 문 무어하우스(Mason Moon Moorhouse, 2007년 3월 21일 ~ )는 캐나다인 아버지 제임스 무어하우스(James Moorhouse)와 한국인 어머니 문미원(文美媛) 사이에서 슬하 3남 가운데 장남으로 출생한 아역 영화배우이다.

## 생애
그는 만 1세 때였던 2008년 영화 《아기와 나》의 아역 주연을 통하여 영화배우로 첫 데뷔를 하였다.
대한민국에서는 그를 문 메이슨(Moon Mason)이라고 부른다. 그의 남동생으로는 문 메이빈(Moon Mavin)과 문 메이든(Moon Maden)이 있다.

## 출연작

### 영화
- 2008년 《아기와 나》 - 우람 역
- 2012년 《음치클리닉》 - 우는 아이 역
- 2016년 《레나》 - 녹차 밭 아이 역
- 2016년 《메이킹 패밀리》 - 태봉 역

### 텔레비전 프로그램
- 2008년 SBS 《좋아서》
- 2009년 SBS 《골드미스가 간다》 - 엄마 되기 편
- 2010년 KBS Joy 《수상한 세 남자》
- 2010년 KBS Joy 《티아라의 헬로 베이비》
- 2021년 SBS   《라우드》- 참가자

### 시트콤
- 2013년 채널A 《니가 깜짝 놀랄만한 얘기를 들려주마》

### 광고
- 매일유업 맘마밀 요미요미
- 롯데제과 자일리톨

### 뮤직 비디오
- 2013년 조용필 - 설렘